# Єдина точка відмови

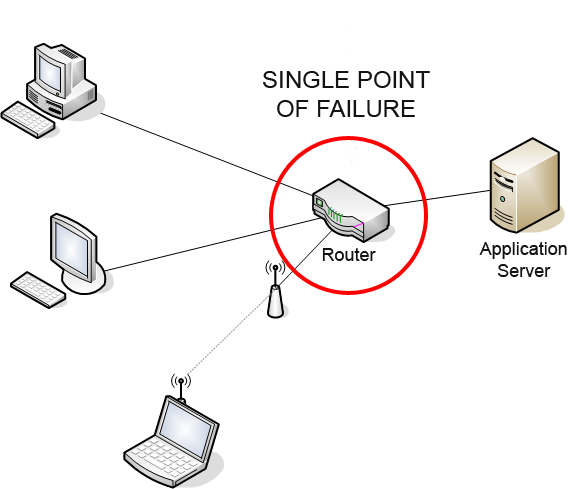
На цій діаграмі роутер є єдиною точкою відмови в комунікації між комп'ютерами

Єдина точка відмови (англ. single point of failure, SPOF) — частина системи, відмова в роботі якої призводить до непрацездатності всієї системи (так звана каскадна відмова). Рішення, що містять SPOF небажані в будь-якій системі, що прагне високої доступності чи надійності.

## Огляд
Систему можна зробити надійною додавши резервування для місць, де потенційно існують SPOF. Резервування може бути виконано на різних рівнях.
Знаходження потенційного SPOF передбачає визначення критичних компонентів складної системи, які можуть викликати повний збій системи в разі несправності. Високонадійні системи не мають покладатися на будь-який окремий компонент.
Наприклад, власник невеликої компанії з догляду за деревами може мати лише один садовий подрібнювач. В такому разі, якщо подрібнювач зламається, компанія не зможе виконувати свою поточну роботу доки не знайде заміну. Власник компанії по догляду за деревами може мати напоготові запасні деталі для швидкого ремонту подрібнювача. На вищому рівні в нього може бути запасний подрібнювач, яким він може замінити зламаний. Нарешті, на найвищому рівні він може мати достатньо обладнання, що повністю замінити всі інструменти, в разі численних несправностей.

Можливі SPOF в простій конфігурації.
Використання резервування для уникнення деяких SPOF.
Система з резервуванням, повністю позбавлена SPOF.(Прим.: З деякими припущеннями, зокрема передбачається, що «A/C» і «Electrical» повністю відмовостійкі.

### Концепти
- Відмовостійкість
- Резервування
- Bus factor
- Угода про рівень послуг

### В літературі
- Ахіллесова п'ята
- Гамартія